# Gößmannsreuth (Schnabelwaid)
Gößmannsreuth (oberfränkisch: Gößmarat) ist ein Gemeindeteil des Marktes Schnabelwaid im Landkreis Bayreuth (Oberfranken, Bayern). Gößmannsreuth liegt in der Gemarkung Preunersfeld.

## Lage
Der Weiler liegt auf einer Hochebene im nördlichen Teil der Fränkischen Alb. Eine Gemeindeverbindungsstraße führt nach Arnoldsreuth (0,4 km nordwestlich) bzw. nach Schmellenhof (0,2 km östlich). Eine weitere führt zur Kreisstraße BT 22 (0,4 km südlich).

## Geschichte
Der Ort wurde 1398 als „Gostmansrewt“ erstmals urkundlich erwähnt. Der Ortsname bedeutet Rodung eines Gōzwin. Der Ort hieß auch „der obere Schmellenhof“ oder „Gößmannsreuther Hofgut“. In der Dorf- und Gemeindeherrschaft unterstand Gößmannsreuth dem brandenburg-bayreuthischen Verwalteramt Lindenhardt. Von 1791/92 bis 1810 gehörte der Ort zum preußische Justiz- und Kammeramt Pegnitz.
Mit dem Gemeindeedikt (frühes 19. Jahrhundert) wurde Gößmannsreuth dem Steuerdistrikt Lindenhardt und der Ruralgemeinde Zips zugewiesen. Im Zuge der Gebietsreform in Bayern wurde Gößmannsreuth am 1. Mai 1978 nach Schnabelwaid eingegliedert.